# Steve Kinch
Bassisten i Manfred Mann's Earth Band,Steve Kinch, er født den 17. maj 1955. Kinch spillede først guitar, da han som 12 - årig fik en sådan i julegave af sine forældre. Som fjortenårig startede han med at spille i et lokalt band, og to år senere forlod han skolen og blev ansat på en fabrik, der fremstiller glas.
Han spillede stadig i Bandet, men da han var fyldt 18, bad hans gode ven, Steve Demetri, ham om at skifte til basguitar, idet vennens Band Stallion manglede en bassist. Kinch accepterede tilbuddet og har spillet bas siden da.
I 1974 dannede han sammen med Andy Qunta, Tony Qunta og Lol Cooksey Factory, som i de følgende år spillede i alle egne af United Kingdom. I 1977/78 forlod Cooksey Bandet, men de tre øvrige fortsatte under navnet  Head On, som forsøgte at spille en mere sofistikeret stil.Head On fik ikke nogen succes og blev opløst to år senere.
I 1980 dannede skuespillerinden Hazel O'Connor og saxofonisten Wesley Magoogan sammen med Andy Qunta og Kinch et tour -band, som var på adskillige turneer og medvirkede i shows på TV. Han blev "opdaget" af Jim Capaldi i 1984, men spillede kun kortvarigt med dennes Band. Kinch var dog senere med til at indspille Capaldis sidste album Poor Boy Blue.
I 1985 fik  Kinch chancen for at overtage den ledige plads som bassist i Manfred Mann's Earth Band på anbefaling af Qunta, som havde skrevet Tribal Statistics, der forefindes på albummet Somewhere in Afrika, fra 1982. Efter en succesfuld audition blev Kinch fast medlem i Bandet i 1985.
 PÅ dette tidspunkt var nogle af numrene på det følgende album Criminal Tango allerede blevet indspillet, så Kinch medvirker kun på nogle af dem. Premieren på Criminal Tango -tour den 24. marts 1986 i Woking, Surrey var Kinch's første live optræden med Earth Band. I perioden fra 1987 til 1991 turnerede Kinch med The Rubettes. og Kinch medvirkede ikke på albummet fra 1987, Masque. På grund af dette albums manglede succes opløste Manfred Mann midlertidig  Earth Band. I foråret 1991 besluttede Mann at gendanne Bandet med Kinch som basguitarist. I 1992 påbegyndte Earth Band indspilningen af det følgende album, som dog først udkom i 1996 med titlen Soft Vengeance. Den efterfølgende turne blev optaget og udgivet på albummet Mann Alive. Siden da har Bandet turneret regelmæssigt, mens det blot er blevet til få udgivelser af albums, blandt andre en live DVD Angel Station in Moscow fra 2004. Kinch medvirker stadig på turneerne, hvor Earth Band blandt andet har besøgt Danmark i 2022 og 2023.

## Diskografi med Earth Band
- 1986: Manfred Mann's Earth Band with Chris Thompson • Criminal Tango[11]
- 1996: Soft Vengeance[12]
- 1998: Mann Alive[13]
- 2004: Manfred Mann '06 with Manfred Mann's Earth Band • 2006[14]
- 2009: Bootleg Archives, Volumes 1-5 [15]